# Tatort: Tote Erde
Tote Erde ist ein Fernsehfilm aus der Krimireihe Tatort. Der Beitrag wurde von Maran Film im Auftrag des Südwestrundfunk produziert. Die Erstausstrahlung im deutschen Fernsehen erfolgte am 21. Oktober 2012 im Ersten. Es ist die 847. Folge der Reihe und der 11. Fall des Stuttgarter Ermittlerteams Lannert und Bootz, bei dem sie dieses Mal den Mord an einem Umweltaktivisten aufzuklären haben.

## Handlung
Nachts klettert Lukas Baumann als Freikletterer am Cannstatter Pfeiler, der für diese sportlichen Aktivitäten offiziell genutzt werden darf. Er verliert den Halt und stürzt in die Tiefe, wo er anderntags tot aufgefunden wird. Der Rechtsmediziner findet auffällige Hautstellen an seinen Oberarmen und so sieht sich Kriminaltechnikerin Nika Banovic den Unfallort genauer an und findet Einschussstellen und Diabolos am Turm. Rechtsmediziner Daniel Vogt entdeckt außerdem im Körper des Toten eine hochgradige Anreicherung von Schwermetallen, die in Kürze zum Tode geführt hätte.
Lannert und Bootz wollen sich zunächst im Studentenwohnheim umsehen, wo Baumann ein Zimmer hatte. Als sie seinen Mitstudenten Timo Heller befragen wollen, flüchtet dieser. Lannert entdeckt ein Plakat mit einem Piraten und erinnert sich an eine ähnliche Tätowierung, die er an dem Toten gesehen hat. Das Symbol gehört zu der Organisation Eco Pirates, die für Umweltaktionen bekannt ist. So hat Baumann oft zusammen mit Timo Heller Plakataktionen gegen Umweltsünder gestartet. Eine Förderin der Eco Pirates ist die Wahrsagerin Saraswati, die von Lannert nach Baumann befragt wird. Sie unterstützt diese Organisation, deren Mitglieder sie für das, was sie tun, sehr bewundert.
Timo Heller will bei Baumanns Freundin Melli Brandt untertauchen und erfährt von ihr, dass sein Freund tot ist. Da er vermutet, dass Lukas wegen einer aktuellen Aktion aus dem Weg geräumt wurde, bittet er sie, ihm zu helfen sich zu verstecken, damit sie ihn nicht auch noch umbringen. So zeigt sie Timo eine Hütte im Weinberg ihrer Eltern, wo er für eine Weile einen Unterschlupf findet.
Den Ermittlern gelingt es Baumanns Hausarzt ausfindig zu machen. Er bestätigt die hochgradige Vergiftung mit Schwermetallen und hat auch seinen Freund Timo Heller in Behandlung. So wollen sie diesen dort abfangen, was aber misslingt. So behalten sie Baumanns Freundin Melli Brandt im Auge und verfolgen sie, als sie eines Nachts auf ein Firmengelände eindringt. Sie will sich eine Bodenprobe von verseuchter Erde holen, womit sich ihr Freund und auch Timo so vergiftet haben könnten. Da sie vom Chef der Recyclingfirma aufgehalten wird, kann sie ihr Vorhaben nicht vollenden und die Ermittler nehmen sie und den Firmenchef Bakic mit aufs Revier. Auf dem Firmengelände werden Behälter mit hochgiftigen Schlacken gefunden, die allerdings ordnungsgemäß gelagert und entsorgt werden. Lannert findet jedoch einen Hinweis auf Johannes Riether, der sich seit kurzem mit der zuständigen Staatsanwältin Henrike Habermas angefreundet hat. Als sie erfährt, dass der aktuelle Fall ihr Privatleben kreuzt, distanziert sie sich von Riether, der sie eigentlich heiraten möchte, und gibt den Fall an Staatsanwalt Blesinger ab.
Die Recherchen ergeben, dass es gewisse Unregelmäßigkeiten bei den Rietherwerken gab. Riether gibt eine Havarie zu, bei der tonnenweise Giftstoffe ins Erdreich gelangt sind, die er über die Recyclingfirma versucht hat illegal zu entsorgen. Zu der Zeit als Baumann ermordet wurde, war er allerdings mit der Staatsanwältin in einem Hotel 80 Kilometer weit weg und kommt so als Täter nicht in Betracht.
Lannert und Bootz entdecken, dass die Wahrsagerin Saraswati mehr weiß, als sie zunächst zugegeben hat. Sie war bei Aktionen der Eco Pirates mit dabei und kann sich an einen Vorfall erinnern, als ihre Mitstreiter in Gefahr gerieten und anschließend stark nach Chemikalien gerochen haben. So befragen sie Melli Brandt und können von ihr erfahren, wo sich Timo Heller versteckt hält. Als die Ermittler dort ankommen, hat er sich allerdings erhängt. Auf seinem Handy finden sich Filmaufnahmen von den nächtlichen Aktionen, bei denen sogar ein Wachmann zu Tode kam. So führt die Spur noch einmal zur Wahrsagerin. Melli weiß, dass Saraswati die Luftpistole des Wachmanns bei der Nachtaktion mitgenommen hat. Nika Banovic findet heraus, dass die Wahrsagerin die Nichte von Johann Riether ist und von der Stiftung profitieren sollte, die von den Rietherwerken vor kurzem gegründet wurde und dem Umweltschutz dienen sollte. So gibt sie zu, ihren Onkel zu dieser Stiftung gedrängt zu haben, damit die Rietherwerke endlich den Menschen dienen. Da Lucas Aktion das alles in Gefahr gebracht hätte, hat sie ihn getötet.

## Hintergrund
Die Dreharbeiten fanden in Stuttgart, Baden-Baden, Karlsruhe und am Kappelberg statt. Die Rolle der Staatsanwältin übernimmt in dieser Folge Natalia Wörner, die für die erkrankte Darstellerin Carolina Vera eingesprungen ist.

## Rezeption

### Einschaltquoten
Die Erstausstrahlung von Tote Erde am 21. Oktober 2012 wurde in Deutschland von 8,99 Millionen Zuschauern gesehen und erreichte für Das Erste einen Marktanteil von 24,70 Prozent.

### Kritiken
Die Welt.de beurteilt Christoph Cöln die Story als „bis unters Dach verschraubt. […] Man möchte fast meinen, die Macher dieses SWR-"Tatorts" wollten sich bewusst von allen krimirelevanten Qualitätskriterien fernhalten, so konventionell und uninspiriert kommt er daher. […] Der einzige Lichtblick ist Richy Müller als Kommissar Thorsten Lannert. Bissig, clever und von seiner Single-Existenz angenagt, surft er mit seinem rostbraunen Porsche durch den Fall und erledigt den Job quasi im Alleingang.“
Volker Bergmeister meint auf tittelbach.tv: „der elfte Fall mit dem Stuttgarter Cop-Duo Lannert und Bootz bietet kaum Überraschendes, die Täterjagd im Schwabenländle ist […] routiniert inszeniert, bietet aber über weite Strecken eher Krimi-Hausmannskost – daran kann auch die starke Besetzung nichts ändern. […] Der Fall um couragiert-idealistische Umweltaktivisten auf der einen und skrupellose wirtschaftliche Interessen auf der anderen Seite bietet gute Unterhaltung, wirkt aber an manchen Stellen arg konstruiert. Und die Auflösung kommt überraschend – Knall auf Fall – und ist kaum nachvollziehbar.“
Jenny Jecke bei Moviepilot.de kritisiert die Episode hart als „hundsmiserabel“ und schreibt: „Nein, dieser Tatort über Öko-Aktivisten, verknallte Staatsanwälte und buddhistische Wahrsagerinnen, die Hindu-Gottheiten anbeten, strotzt nur so vor geschmacklosen Karikaturen, überflüssigen Erzählsträngen und überspannten Plot-Wendungen. […] Ansonsten bot dieser Tatort reichlich wenig Anlass zum Schmunzeln und noch weniger Grund, sich gespannt im Sessel vorzubeugen. Mit seiner lächerlichen finalen Auflösung, dass die buddhistische Frau Saraswati zum Riether-Klan gehört und den jungen Mann ermordet hat, um mit dem Stiftungsgeld der Firma Gutes zu tun, setzte Tatort – Tote Erde dem gelangweilten Treiben die Krone auf. Zumindest hoffe ich, dass die Versatzstücke des Krimis aus Langeweile zusammengeschustert wurden und nicht im vollen Glauben, einen cleveren Tatort abzuliefern, der Öko-Aktivisten, Piraten und auch noch dieses Internet für die ARD-Zielgruppe verwurstet.“
Die Kritiker der Fernsehzeitschrift TV-Spielfilm meinten, „der Umweltkrimi, hält sich mit Parolen und Zeigefingerpädagogik. Unaufgeregt sachlich wird die tödliche Tragödie aufgeklärt“. Das Fazit lautete: „Sehr nüchtern, aber auch kein Quotengift“.

## Trivia
Für ihre Einsatzfahrten benutzen die beiden Hauptdarsteller fast ausschließlich einen Porsche 911 Targa, Baujahr 1974, der mit einem Oldtimerkennzeichen ausgestattet ist.